# Liste des footballeurs internationaux sarrois

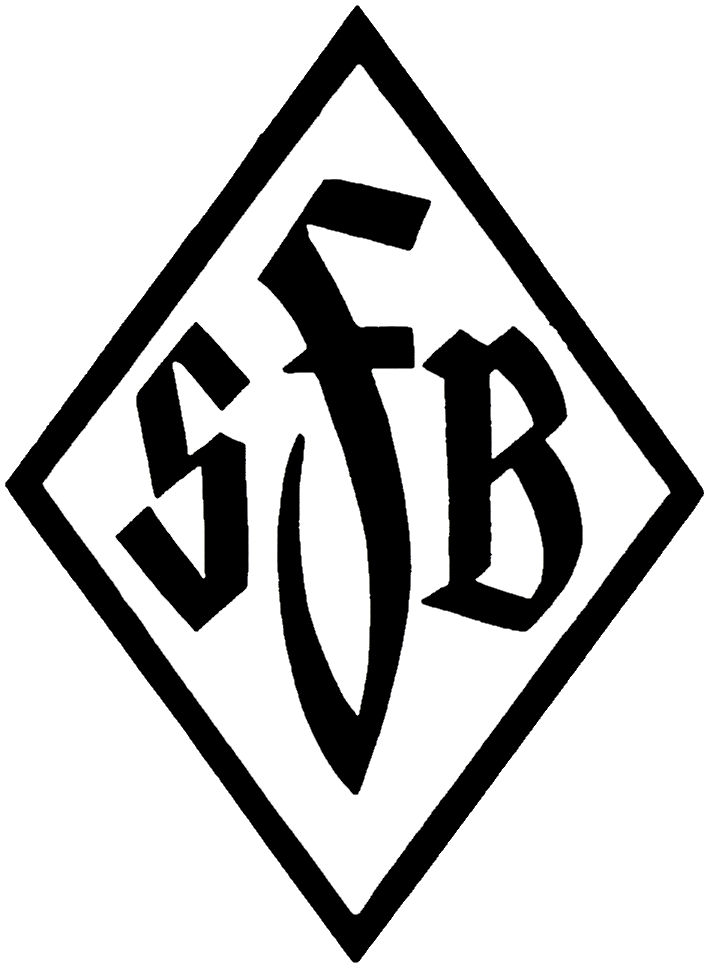
Blason de l'équipe sarroise.

La liste des footballeurs internationaux sarrois comprend tous les joueurs de football  ayant évolué en équipe de Sarre. L'équipe est une des trois équipes allemandes dans l'immédiat après Seconde Guerre mondiale avec celles de la RFA et de la RDA. Elle dispute 19 matchs entre 1950 et 1956.

## Liste des joueurs
| Nom                        | Date de naissance | Date de décès      | 1re sélection | Dernière sélection | Sélections | Buts |
| -------------------------- | ----------------- | ------------------ | ------------- | ------------------ | ---------- | ---- |
| Fritz Altmeyer (en)        | 26 novembre 1928  | 13 novembre 2013   | 1954          | 1956               | 6          | 3    |
| Jakob Balzert (en)         | 6 janvier 1918    | 23 juin 1997       | 1951          | 1953               | 6          | 0    |
| Karl Berg (en)             | 12 janvier 1921   | 25 septembre 2007  | 1950          | 1955               | 9          | 1    |
| Nikolaus Biewer (en)       | 24 janvier 1922   | 16 novembre 1980   | 1950          | 1954               | 11         | 0    |
| Hans Bild (en)             | 7 mars 1921       | 15 mai 2004        | 1951          | 1951               | 2          | 0    |
| Herbert Binkert (en)       | 3 septembre 1923  | 4 janvier 2020     | 1951          | 1956               | 12         | 6    |
| Horst Borcherding (en)     | 8 octobre 1930    | 9 février 2015     | 1954          | 1956               | 3          | 0    |
| Kurt Clemens               | 7 novembre 1925   |                    | 1950          | 1956               | 10         | 0    |
| Manfred Ebert (en)         | 6 décembre 1935   | 24 décembre 2003   | 1956          | 1956               | 2          | 0    |
| Werner Emser (en)          | 11 octobre 1920   |                    | 1954          | 1954               | 3          | 1    |
| Ewald Follmann (en)        | 28 janvier 1926   | 20 juin 1990       | 1950          | 1955               | 3          | 1    |
| Helmut Fottner (en)        | 24 décembre 1927  | 1er septembre 2009 | 1953          | 1954               | 2          | 0    |
| Gunter Herrmann (en)       | 2 septembre 1934  | 7 novembre 2012    | 1956          | 1956               | 1          | 0    |
| Dieter Honnecker (en)      | 23 octobre 1930   | 29 juillet 2012    | 1956          | 1956               | 1          | 0    |
| Franz Immig                | 10 septembre 1918 | 26 décembre 1955   | 1951          | 1952               | 3          | 0    |
| Ladislav Jirasek (en)      | 24 juin 1927      | 31 juillet 1977    | 1954          | 1954               | 1          | 0    |
| Albert Keck (en)           | 4 août 1930       | 1990               | 1953          | 1956               | 10         | 0    |
| Horst Klauck (en)          | 30 septembre 1931 |                    | 1954          | 1954               | 1          | 0    |
| Pit Krieger (en)           | 30 novembre 1929  | 1981               | 1955          | 1956               | 4          | 1    |
| Karl-Heinz Kunkel (en)     | 4 septembre 1926  | 18 juillet 1994    | 1956          | 1956               | 1          | 0    |
| Gerd Lauck (en)            | 5 juillet 1931    | 10 octobre 2005    | 1955          | 1956               | 6          | 0    |
| Erich Leibenguth (en)      | 31 mars 1917      | 2 juin 2005        | 1950          | 1952               | 5          | 5    |
| Herbert Martin (en)        | 29 août 1925      | 29 septembre 2016  | 1950          | 1956               | 17         | 6    |
| Peter Momber (en)          | 4 janvier 1921    | 23 janvier 1975    | 1950          | 1956               | 10         | 1    |
| Hermann Monter (en)        | 13 décembre 1926  | 23 septembre 1999  | 1954          | 1955               | 2          | 0    |
| Hans Neuerburg (en)        | 2 novembre 1932   |                    | 1956          | 1956               | 1          | 0    |
| Robert Niederkirchner (en) | 6 juin 1924       | 1er janvier 1995   | 1954          | 1954               | 1          | 1    |
| Werner Otto (en)           | 3 janvier 1929    |                    | 1952          | 1954               | 6          | 1    |
| Waldemar Philippi          | 13 avril 1929     | 4 octobre 1990     | 1950          | 1956               | 18         | 0    |
| Werner Prauss (en)         | 26 octobre 1933   | 7 mars 2013        | 1956          | 1956               | 1          | 0    |
| Theo Puff (en)             | 27 novembre 1927  | 9 mai 1999         | 1951          | 1956               | 12         | 0    |
| Walter Riedschy (en)       | 16 avril 1925     | 5 avril 2011       | 1955          | 1955               | 1          | 0    |
| Karl Ringel (en)           | 30 septembre 1932 |                    | 1956          | 1956               | 2          | 1    |
| Karl Schirra (en)          | 16 octobre 1928   | 12 septembre 2010  | 1950          | 1954               | 6          | 0    |
| Heinrich Schmidt (en)      | 10 janvier 1912   | 16 août 1988       | 1950          | 1950               | 1          | 0    |
| Heinz Schussig (en)        | 9 octobre 1926    | 4 janvier 1994     | 1952          | 1955               | 3          | 0    |
| Gerhard Siedl (en)         | 22 mars 1929      | 18 avril 1998      | 1951          | 1956               | 16         | 4    |
| Willi Sippel (en)          | 20 mars 1929      |                    | 1954          | 1955               | 4          | 0    |
| Erwin Strempel (en)        | 6 janvier 1924    | 17 octobre 1999    | 1950          | 1955               | 14         | 0    |
| Heinz Vollmar              | 26 avril 1936     | 12 octobre 1987    | 1955          | 1956               | 4          | 4    |
| Erwin Wilhelm (en)         | 6 septembre 1926  | 16 février 2012    | 1951          | 1951               | 1          | 0    |
| Ernst Zägel (en)           | 5 mars 1936       |                    | 1956          | 1956               | 1          | 0    |